# Ingeborg-Bachmann-Preis 1985
Der Ingeborg-Bachmann-Preis 1985 war der neunte Wettbewerb um den Literaturpreis. Die Veranstaltung fand im Klagenfurter ORF-Theater des Landesstudios Kärnten statt.

## Autoren
- Assen Asenov
- Hermann Burger
- Fritz H. Dinkelmann
- Josef Einwanger
- Lilian Faschinger
- Dante Andrea Franzetti
- Günther Freitag
- Peter Grosz
- Elfi Hartenstein
- Lukas Hartmann
- Gert Heidenreich
- Margrit Irgang
- Birgit Kempker
- Hans Meyer-Hörstgen
- Waltraud Anna Mitgutsch
- Linda Pfeiffer
- Elisabeth Plessen
- Oskar von Reuth
- Elena Richterich
- Hartmut Riederer
- Joachim Scholz
- Heinz Stalder
- Angelika Stark
- Ginka Steinwachs

## Juroren
- Ingeborg Drewitz
- Humbert Fink
- Gertrud Fussenegger
- Martin Gregor-Dellin
- Peter Härtling
- Joachim Kaiser
- Manfred Mixner
- Klara Obermüller
- Marcel Reich-Ranicki
- Gert Ueding
- Heinrich Vormweg

## Preisträger
- Ingeborg-Bachmann-Preis (dotiert mit 150.000 ÖS): Hermann Burger für „Die Wasserfallfinsternis von Badgastein“
- Preis des Landes Kärnten (dotiert mit 75.000 ÖS): Birgit Kempker für „In der Allee. Das Niedersachsenrennen.“
- Preis der Industriellenvereinigung (dotiert mit 60.000 ÖS): Ginka Steinwachs für „Das postbarocke Temperament in seinem Barceloneser Element“
- Ernst-Willner-Stipendien (je 45.000 ÖS): Lilian Faschinger für „Die neue Scheherazade“ und Dante Andrea Franzetti für „Cosimo und Hamlet“